# Allen Lee Davis

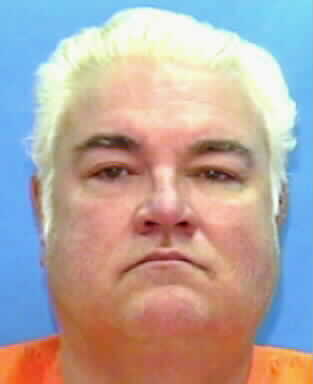
Allen Lee Davis

Allen Lee „Tiny” Davis (ur. 20 lipca 1944, zm. 8 lipca 1999) – stracony na krześle elektrycznym w stanie Floryda za zamordowanie 11 maja 1982 roku Nancy Weiler (mieszkanki Jacksonville, która w chwili śmierci była w trzecim miesiącu ciąży), oraz jej córek: Kristiny (9 lat) i Katherine (5 lat).

## Egzekucja
Krzesło elektryczne stanu Floryda zostało wybudowane w roku 1923, zaś po raz pierwszy użyto go w 1924. W latach 90., przed straceniem Davisa, odbyły się dwie nieudane egzekucje: w roku 1990, kiedy płomienie ogarnęły Jesse Tafero i w 1997, kiedy podobna sytuacja przytrafiła się w ostatnich chwilach życia Pedro Medinie. W 1999 wybudowano nowe krzesło elektryczne.
Egzekucję Davisa wyznaczono na rok 1999. Miał to być pierwszy wyrok śmierci wykonany za kadencji nowego gubernatora Jeba Busha. Prawnik Davisa obawiał się, czy egzekucja mężczyzny o tak dużej masie (czemu przeczył przydomek skazańca – Tiny) odbędzie się bez problemów. Davis ważył bowiem ok. 160 kg.
Skazańca poprowadzono na krzesło w więzieniu w Raiford, gdzie wykonuje się wszystkie stanowe egzekucje. Świadkami byli m.in. stanowa senator (i obecna kongresmen) Ginny Brown-Waite i sędzia SN Florydy Leander J. Shaw Jr. (były prezes tego sądu).
Podczas egzekucji wystąpiły problemy, skazańcowi zaaplikowano trzy cykle prądu. Krew obficie ciekła z jego nosa. Senator Brown-Waite twierdziła potem, że to był znak od Boga. Duża część ekspertów uznała, że śmierć, jaką poniósł Davis, była okrutna i przysporzyła mu znacznych przedśmiertnych cierpień.
Sędzia Shaw opublikował nazajutrz drastyczne zdjęcia wykonane tuż po egzekucji Davisa, oświadczając, iż „społeczeństwo Florydy zatorturowało go na śmierć na krześle elektrycznym”.
Sprawa nieudanej egzekucji Davisa posłużyła gubernatorowi Bushowi do ostatecznego zaniechania stosowania krzesła (choć nadal pozostaje opcją dla skazańca, wybierającego rodzaj śmierci) i wprowadzenia zastrzyku. Jak dotąd kaźń Davisa była ostatnim użyciem krzesła elektrycznego w tym stanie.
| Cykle | Napięcie | Natężenie | Impedancja |
| ----- | -------- | --------- | ---------- |
| 1     | 1500 V   | 10 A      | 150 Ω      |
| 2     | 600 V    | 4,5 A     | 133 Ω      |
| 3     | 1500 V   | 10 A      | 150 Ω      |